# Viola latistipula
Viola latistipula är en violväxtart som beskrevs av William Botting Hemsley. Viola latistipula ingår i släktet violer, och familjen violväxter. Inga underarter finns listade i Catalogue of Life.